# Andoni Gorosabel
Andoni Gorosabel Espinosa (Mondragón, Guipúzcoa, 4 de agosto de 1996) es un futbolista español que juega de lateral derecho en el Athletic Club de la Primera División de España.

## Trayectoria

### Inicios en Guipúzcoa
Natural de la localidad guipuzcoana de Mondragón, se inició como futbolista en las filas de la U. D. Aretxabaleta de la localidad vecina. Con trece años se incorporó a la cantera de la Real Sociedad, donde comenzó a jugar de lateral derecho. En la temporada 2013-14, con la Real Sociedad juvenil, jugó la Liga Juvenil de la UEFA junto a otros compañeros como Odriozola o Jon Guridi.
De cara a la temporada 2014-15 fue cedido a la S. D. Beasáin de Tercera División. En la siguiente campaña regresó a San Sebastián para jugar en el del Berio FT, que hacía las funciones de segundo filial txuri-urdin en Tercera. Para la temporada 2016-17 fue cedido al Real Unión de Segunda B. En junio de 2017 renovó su contrato por dos años con la Real Sociedad, además de integrarse en el Sanse dirigido por Imanol Alguacil. Sin embargo, Eusebio le llamó para hacer la pretemporada con el primer equipo. Tras una buena pretemporada, el técnico pucelano decidió contar con él como recambio de Odriozola.

### Real Sociedad
El 21 de septiembre de 2017 debutó como titular, en Primera División, en una derrota frente al Levante U. D. (3-0). El 19 de octubre dio una asistencia con el exterior del pie a Willian José, en Liga Europa, ante el Vardar (0-6). El lateral continuó jugando algunos encuentros con el primer equipo, aunque habitualmente lo hacía con el filial. En diciembre renovó nuevamente con el club guipuzcoano hasta 2021.
En la campaña 2018-19 promocionó definitivamente al primer equipo tras la marcha de Odriozola y el regreso de Zaldua. Después de iniciar la temporada como suplente, fue titular en el triunfo frente al Athletic Club en San Mamés (1-3). Desafortunadamente, en diciembre sufrió una fractura en su pie izquierdo que le tuvo cuatro meses de baja. Tras su recuperación, solo fue convocado en una ocasión.
En la temporada 2019-20 su situación no mejoró en Liga, pero sí que fue titular en Copa del Rey donde completó grandes actuaciones como en el triunfo ante el Real Madrid (3-4) en cuartos de final, aunque en dicho encuentro acabó expulsado en el descuento. En la competición copera fue titular en cinco encuentros, incluyendo la final en la que derrotaron al Athletic Club (0-1) ya en abril de 2021. Además, en junio de 2020 renovó su contrato por tercera vez hasta junio de 2024. En la campaña 2020-21 se consolidó como titular en la Real Sociedad y comenzó a ser apodado como Gorosalves. También se habló de la posibilidad de ser convocado por la selección española, en el mes de noviembre, aunque sufrió un inorportuno esguince de tobillo el día anterior a la convocatoria de Luis Enrique. Finalizó la campaña campaña con cuarenta partidos disputados, siendo uno de los jugadores con más minutos de la plantilla.
En las siguientes dos temporadas continuó siendo el titular habitual, pero su rendimiento no fue el esperado y fue perdiendo protagonismo.

### Deportivo Alavés
El 11 de agosto de 2023 la Real Sociedad anunció su traspaso al Deportivo Alavés a cambio de 1,5 millones de euros. Firmó un contrato por una temporada. En el equipo vitoriano se hizo con la titularidad, siendo uno de los jugadores más destacados a las órdenes de Luis García Plaza. El 10 de marzo de 2024 anotó su primer tanto en Primera División en un triunfo frente al Rayo Vallecano (1-0).

### Athletic Club
El 19 de junio de 2024 se hizo oficial su fichaje por el Athletic Club como agente libre. El 11 de julio fue presentado como nuevo jugador rojiblanco. El 19 de septiembre asistió a Iñaki Williams, en Butarque, en el triunfo ante el C. D. Leganés (0-2). Durante la temporada se convirtió en una alternativa habitual al veterano Óscar de Marcos, que estaba viviendo su última temporada en activo. El 9 de marzo dio un pase de gol a Nico Williams, en San Mamés, frente al R. C. D. Mallorca (1-1).

## Estadísticas

### Clubes
Actualizado al último partido disputado el 15 de mayo de 2025.
| Club                       | Div.          | Temporada     | Liga  | Liga  | Copas nacionales | Copas nacionales | Copas internacionales | Copas internacionales | Total | Total |
| Club                       | Div.          | Temporada     | Part. | Goles | Part.            | Goles            | Part.                 | Goles                 | Part. | Goles |
| -------------------------- | ------------- | ------------- | ----- | ----- | ---------------- | ---------------- | --------------------- | --------------------- | ----- | ----- |
| Real Unión · España        | 2.ª B         | 2016-17       | 29    | 1     | —                | —                | —                     | —                     | 29    | 1     |
| Real Unión · España        | Total club    | Total club    | 29    | 1     | 0                | 0                | 0                     | 0                     | 29    | 1     |
| Real Sociedad "B" · España | 2.ª B         | 2017-18       | 25    | 1     | —                | —                | —                     | —                     | 25    | 1     |
| Real Sociedad "B" · España | Total club    | Total club    | 25    | 1     | 0                | 0                | 0                     | 0                     | 25    | 1     |
| Real Sociedad · España     | 1.ª           | 2017-18       | 2     | 0     | 1                | 0                | 2                     | 0                     | 5     | 0     |
| Real Sociedad · España     | 1.ª           | 2018-19       | 7     | 0     | 0                | 0                | —                     | —                     | 7     | 0     |
| Real Sociedad · España     | 1.ª           | 2019-20       | 14    | 0     | 5                | 0                | —                     | —                     | 19    | 0     |
| Real Sociedad · España     | 1.ª           | 2020-21       | 32    | 0     | 2                | 0                | 6                     | 0                     | 40    | 0     |
| Real Sociedad · España     | 1.ª           | 2021-22       | 32    | 0     | 2                | 0                | 6                     | 0                     | 40    | 0     |
| Real Sociedad · España     | 1.ª           | 2022-23       | 27    | 0     | 3                | 0                | 5                     | 0                     | 35    | 0     |
| Real Sociedad · España     | Total club    | Total club    | 114   | 0     | 13               | 0                | 19                    | 0                     | 146   | 0     |
| Deportivo Alavés · España  | 1.ª           | 2023-24       | 36    | 1     | 1                | 0                | —                     | —                     | 37    | 1     |
| Deportivo Alavés · España  | Total club    | Total club    | 36    | 1     | 1                | 0                | 0                     | 0                     | 37    | 1     |
| Athletic Club · España     | 1.ª           | 2024-25       | 20    | 0     | 1                | 0                | 9                     | 0                     | 30    | 0     |
| Athletic Club · España     | 1.ª           | 2025-26       | 1     | 0     | 0                | 0                | 0                     | 0                     | 1     | 0     |
| Athletic Club · España     | Total club    | Total club    | 21    | 0     | 1                | 0                | 9                     | 0                     | 31    | 0     |
| Total carrera              | Total carrera | Total carrera | 225   | 3     | 15               | 0                | 28                    | 0                     | 268   | 3     |
| 1. 2.                      |               |               |       |       |                  |                  |                       |                       |       |       |

## Palmarés

### Títulos nacionales
| Título       | Club          | País   | Año  |
| ------------ | ------------- | ------ | ---- |
| Copa del Rey | Real Sociedad | España | 2020 |